# Ipoteza Sapir-Whorf
În lingvistică și antropologie, ipoteza Sapir-Whorf susține că propriile reprezentații mentale depind de categoriile lingvistice – modul în care un om percepe lumea depinde de limba vorbită.
Această formă de relativism cultural aplicată limbajului a fost dezvoltată de către antropologul american Edward Sapir și de către elevul său, Benjamin Lee Whorf. Această ipoteză nu este științifică, ci este vorba despre o viziune generală a rolului limbajului. Un exemplu este limba inuit, în care cuvântul „zăpadă” se poate traduce în trei moduri. În limba engleză termenul este tradus printr-un singur cuvânt, „snow”. Conform ipotezei Sapir-Whorf, un eschimos nu ar înțelege acest termen.
Această teorie se regăsește într-o importantă controversă din istoria antropologiei cognitive. La începutul anilor 1960, psihologii Roger Brown și Eric Lenneberg au dorit să verifice această ipoteză prin prisma unor observații experimentale. Au demonstrat astfel că lexicul culorilor are o influență reală în ceea ce privește percepția și memoria persoanelor. Era vorba de o anchetă amplă, care consta în compararea mai multor termeni din mai multe limbi, care desemnau diferite culori. Studiul s-a realizat cu ajutorul a doi antropologi, Brent Berlin și Paul Kay. Analizând organizarea ierarhică mintală a acestor termeni, cercetătorii au ajuns la concluzia că organizarea categoriilor mentale determină categoriile lingvistice. În secolul al XX-lea, ipoteza Sapir-Whorf a beneficiat de un sincer interes din partea lingviștilor, manifestat prin numeroase experimente care doreau să demonstreze că limbajul are un efect, deseori nu foarte important însă perceptibil, asupra reprezentărilor spațiului, timpului și emoțiilor.

## O teză a relativismului lingvistic

### Înainte de Sapir și Whorf
Interesul de a afla rolul limbajului în formarea propriei reprezentări a lumii, este în strânsă legătură cu filozofia limbajului sau filozofia spiritului. 
Relația dintre cuvinte și concepte se regăsește în filozofia antică, de exemplu în Cratylus de Platon. De asemenea o putem întâlni în secolele XVII și XVIII stând la baza controverselor între empirism și raționalism. Deși Immanuel Kant apără ideea de concept aprioric (preexistând chiar limbajului) în Critica rațiunii pure, unii percepeau problema dintr-o perspectivă antropologică a limbilor și universalității gândirii.
Teoria limbajului condiționat de gândire va fi revizuită sub diverse forme de mai mulți lingviști ai secolului al XX-lea: 
„Limitele propriului meu limbaj reprezintă limitele propriei mele lumi.”
 scrie Wittgenstein în Tractatus logico-philosophicus (1918). Saussure numește același fenomen un plan de conținut (realitățile care nu au un corespondent în limbaj vor fi foarte greu de exprimat).
De câțiva ani, lucrările de cercetare ale lui Humboldt au fost studiate de mai mulți cercetători francezi (Trebant și Meschonnic). Proiectul său etnolingvistic, care consistă în studiul viziunii asupra lumii analizată prin prisma limbajului, este mult mai apreciat acum decât cu câteva decenii mai înainte. În schimb, în țările anglofone, Humboldt nu este prea cunoscut. Sunt mult mai cunoscuți, lingviști ca Langham Brown și Manchester. Alți lingviști care au studiat proiectul lui Humboldt sunt Wierzbicka și Underhill.

### Antropologia Sapiriană
Teza lui Sapir se poate enunța astfel:
„Realitatea este într-o mare măsură construită inconștient, urmărind obiceiurile lingvistice ale grupului . Două limbi nu sunt niciodată suficient de asemănătoare pentru a putea fi considerate ca reprezentant ale aceleiași realități sociale. ”— Détrie, Siblot, Vérine, p. 138 

Dezbaterile privind relativismul lingvistic sunt deseori ambigue, făcând referire la noțiuni ca: câmp teoretic și câmp semantic. 
„Pentru anumite persoane, limba readusă la valoarea sa inițială, este o nomenclatură, o listă de termeni care corespund cu alți termeni. ”— Détrie, Siblot, Vérine, p. 139 
În acest caz, pentru a trece de la o limbă la o alta, ar fi suficient schimbul de etichete date fiecărui lucru. Dificultățile întâlnite în traducerea automată demonstrează încă odată cât de dificil este acest proces.

### Radicalismul lui Benjamin Lee Whorf
Whorf consideră că percepția poate permite actualizarea invariantelor cognitive cu ajutorul cărora se poate arăta cum se construiește diversitatea lingvistică. Pentru Whorf există deci, invariabilitatea lumii în general, așa cum este reprezentată ea în mintea oamenilor, în propriile lor scheme de percepție. Acest lucru presupune:
1. că lumea este stabilă
2. că procesele cognitive ale percepției sunt universale și
3. că diversitatea lingvistică apare la interiorul acestor limite : ceea ce variază fiind elementele care sunt alese ca fiind pertinente în cadrul unei experiențe perceptibile comune tuturor.